# رهوة القرن (يافع)

تعديل مصدري - تعديل

رهوة القرن هي إحدى قرى عزلة لبعوس بمديرية يافع التابعة لمحافظة لحج، بلغ تعداد سكانها 43 نسمة حسب تعداد اليمن لعام 2004.